# آن إم. باترسون
آن إم. باترسون (بالإنجليزية: Anne M. Patterson)‏ هي قاضية ومحامية أمريكية، ولدت في 15 أبريل 1959.